# Eristalinus eclarus
Eristalinus eclarus är en tvåvingeart som först beskrevs av Charles Howard Curran 1939.  Eristalinus eclarus ingår i släktet slamflugor, och familjen blomflugor.
Artens utbredningsområde är Moçambique. Inga underarter finns listade i Catalogue of Life.